# Kurt Aßmann

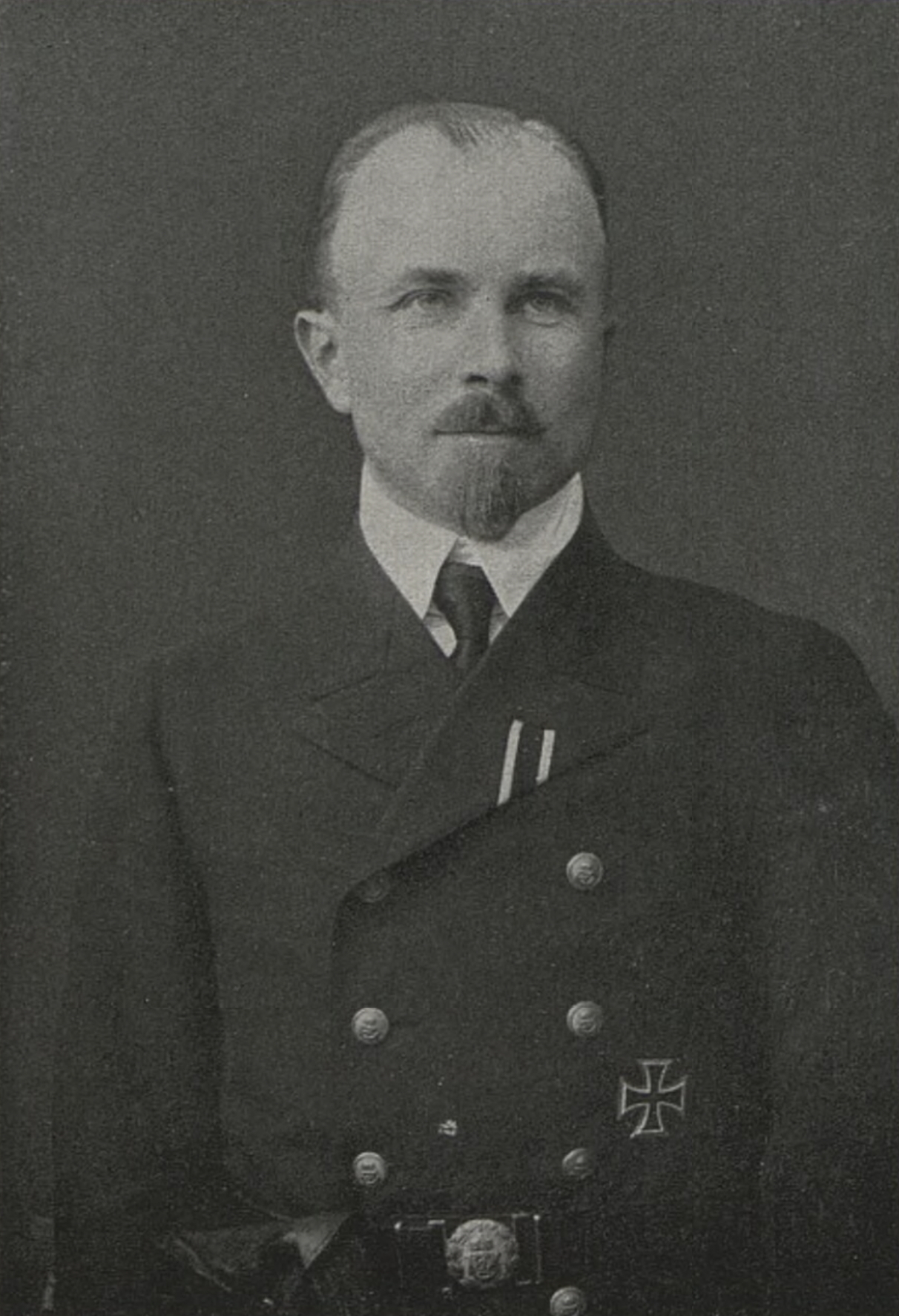
Kurt Aßmann (ca. 1917)

Kurt Aßmann (* 13. Juli 1883 in Naumburg (Saale); † 26. Juli 1962 in Bad Homburg vor der Höhe) war ein deutscher Vizeadmiral sowie Archivar und Verfasser zahlreicher Schriften.

## Leben

### Kaiserliche Marine
Aßmann trat am 10. April 1901 als Seekadett in die Kaiserliche Marine ein und absolvierte seine Grundausbildung auf der Kreuzerfregatte Charlotte. Anschließend kam er an die Marineschule und wurde dort am 22. April 1902 zum Fähnrich zur See ernannt. Vom 1. Oktober 1903 bis zum 11. März 1905 diente Aßmann auf dem Linienschiff Kaiser Karl der Große; dort wurde er am 29. September 1904 zum Leutnant zur See befördert. Am 12. März 1905 reiste Aßmann nach Panama, um auf dem Kleinen Kreuzer Falke seinen Dienst als Wachoffizier anzutreten. Am 30. März 1906 wurde er zum Oberleutnant zur See befördert. Nach der Rückkehr des Schiffes in die Heimat erfolgte Aßmanns erneute Versetzung auf die Kaiser Karl der Große. Von Mitte bis Ende September 1909 war er zur Verfügung der I. Matrosen-Division gestellt. Danach diente er bis 30. September 1913 in der Minenversuchskommission, zunächst als Assistent, später als Referent. Am 13. Mai 1911 wurde er zum Kapitänleutnant befördert. Vom 30. September bis zum 7. Dezember 1911 fungierte er in Vertretung als Kommandant des Minenkreuzers Nautilus. Vom 1. Oktober 1913 bis 30. Juni 1914 absolvierte Aßmann den I. Lehrgang an der Marineakademie in Kiel. Den Juli 1914 verbrachte er zur Weiterbildung auf dem Großlinienschiff Ostfriesland, und mit Ausbruch des Ersten Weltkriegs wurde er Kommandant des Hilfsstreuminendampfers A, des ehemaligen Seebäderschiffs Odin. Am 26. Oktober 1914 wurde Aßmann Chef der Minenkompanie im Marinekorps Flandern. Am 16. Juni 1915 wurde er Chef der Torpedobootsflottille Flandern, die er bis Kriegsende kommandierte. Für seine Leistungen während des Krieges war Aßmann mit beiden Klassen des Eisernen Kreuzes, dem Ritterkreuz des Königlichen Hausordens von Hohenzollern mit Schwertern, dem Ritterkreuz II. Klasse des Ordens vom Zähringer Löwen mit Eichenlaub und Schwertern, dem Hamburger Hanseatenkreuz und dem Friedrich-August-Kreuz II. und I. Klasse sowie dem Reußischen Ehrenkreuz III. Klasse mit Krone und Schwertern ausgezeichnet worden.

### Reichsmarine
Am 7. November 1918 wurde Aßmann als Dezernent in das Reichsmarineamt versetzt und blieb nach der Umbenennung in Admiralität sowie später in Marineleitung dort tätig. Am 21. Januar 1920 wurde er Korvettenkapitän. Vom 28. September 1923 bis 15. Juli 1925 war er Erster Offizier auf dem alten Linienschiff Hannover. Anschließend wurde er Dezernent in der Flottenabteilung im Marinekommandoamt. Am 1. November 1925 wurde er zum Fregattenkapitän befördert. Am 13. März 1927 folgte die Ernennung zum Chef der Flottenabteilung (A II) sowie am 1. März 1928 die Beförderung zum Kapitän zur See. Vom 23. September 1929 bis zum 23. September 1932 war er Kommandant des Linienschiffes Schlesien. Er übergab 1932 das Schiff an seinen Nachfolger Wilhelm Canaris, der bereits unter seinem Kommando als Erster Offizier fungierte. Anschließend wurde er zur Verfügung des Chefs der Marineleitung gestellt und am 1. Oktober 1932 zum Konteradmiral befördert. Am 31. Dezember 1932 erfolgte seine Verabschiedung aus der Marine.
Er übernahm am 1. April 1933 zunächst als Zivilangestellter die Leitung des Marinearchivs innerhalb der Marineleitung. Im Oktober 1933 erhielt er den Status eines L-Offiziers und im März 1935 denjenigen eines E-Offiziers.

### Kriegsmarine
Aßmann blieb nach der Umbenennung des Archivs in Kriegswissenschaftliche Abteilung am 22. Januar 1936 mit deren Leitung betraut. Am 25. Januar 1937 wurde ihm der Charakter als Vizeadmiral verliehen. Schließlich erhielt er mit seiner Reaktivierung am 1. Januar 1941 das Patent als Vizeadmiral. Sein Neffe war der im OKW als Referent beschäftigte und später auf dem Schlachtschiff Tirpitz tätige Heinz Assmann. Am 29. Juni 1943 wurde Aßmann zur Verfügung des Oberbefehlshabers des Marineoberkommandos Ost gestellt und am folgenden Tag endgültig in den Ruhestand verabschiedet. Am 5. Juli erhielt Aßmann den Auftrag, eine Übersicht der Beiträge der Seekriegsleitung zur Planung der Kriegsführung zusammenzustellen und anzulegen. In seinen Recherchen hielt er die Skepsis Erich Raeders gegenüber Hitlers Angriffsplänen hinsichtlich der Sowjetunion (Unternehmen Barbarossa) fest.

### Nach Kriegsende
Während der Nürnberger Prozesse war Kurt Aßmann, da er mit dem Aktenmaterial des ehemaligen Marinearchivs hervorragend vertraut war, dem Verteidiger Otto Kranzbühler und seinem Assistenten Hans Meckel bei der Suche nach entlastendem Material für die Verteidigung von Karl Dönitz behilflich.
Nach Kriegsende wurde Aßmanns Schrift Wandlungen der Seekriegführung in der Sowjetischen Besatzungszone auf die Liste der auszusondernden Literatur gesetzt.
In der Bundesrepublik war Aßmann unter anderem als eine „Art Wiedererwecker“ der These bekannt geworden, dass Hitler mit seinem Angriff auf die Sowjetunion 1941 einem Krieg Stalins zuvorgekommen sei, der Präventivkriegsthese mit dem Dritten Reich befassen, sehr umstritten ist. Der Historiker Jürgen Förster berichtete im Jahre 2000 in dem Buch Präventivkrieg? Der deutsche Angriff auf die Sowjetunion, wie Aßmann in seinem Buch Deutsche Schicksalsjahre/1950 die These von dem Präventivkrieg in die Bundesrepublik transportierte. Aßmann sei durch eine Rede Hitlers am 14. Juni 1941 vor der Seekriegsleitung über die Notwendigkeit eines Präventivkrieges gegen die UdSSR so sehr überzeugt worden, dass er das Gehörte 1950 in einem Buch als Beweis für die Triftigkeit dieser These mit folgenden Worten anführte:

„Die Ausführungen waren so durchschlagend und beweiskräftig, dass nach dem Vortrag keiner der anwesenden Mitglieder der Seekriegsleitung an der unbedingten Notwendigkeit des Feldzuges als eines ‚Präventivkrieges‘ mehr gezweifelt hat...Auch der erbitterteste Nazigegner wird jetzt [1950] nicht mehr bestreiten, das Adolf Hitler, auf lange Sicht gesehen, die Situation richtig beurteilt hat.“

1950 veröffentlichte Aßmann das oben erwähnte Buch Deutsche Schicksalsjahre. Auch andere Thesen des Buches waren umstritten.
In seinem 1957 veröffentlichten Buch Deutsche Seestrategie in zwei Weltkriegen, stellte Aßmann die These auf, dass Karl Dönitz den U-Boot-Krieg unter größerer Schonung der ihm unterstellten Einheiten hätte weiter führen können, da zum Binden des Kriegsgegners weniger als die tatsächlich eingesetzten Kräfte notwendig gewesen wären. Dönitz machte sich in einem Schreiben an Gert Buchheit über diese Ansichten Aßmanns lustig.
Aßmann lebte bis zu seinem Tod als Historiker in Oberursel.

## Publikationen
- Oktober 1915 bis Januar 1917. mit Arno Spindler, Eberhard von Mantey, Mittler & Sohn, Berlin 1934.
- Tsingtau. Deutsch-Ostafrika. mit Eberhard von Mantey, Mittler & Sohn, Berlin 1935.
- Die Kämpfe der Kaiserlichen Marine in den Deutschen Kolonien. Mittler & Sohn, Berlin 1935.
- Der Krieg zur See 1914–1918.

- Erster Teil: Tsingtau.
- Zweiter Teil: Deutsch-Ostafrika. 1935.
- Band 7:  Der Krieg in der Nordsee. Textband: Vom Sommer 1917 bis zum Kriegsende 1918. mit Gerhard Groß, Walther Hubatsch, Eberhard von Mantey, Mittler Verlag, Hamburg/Berlin 2006.

- Gedanken über die Probleme der deutschen Seekriegführung. Mittler & Sohn, Berlin 1939.
- Wandlungen der Seekriegführung. Mittler & Sohn, Berlin 1943.
- Deutsche Schicksalsjahre. Historische Bilder aus dem Zweiten Weltkrieg und seiner Vorgeschichte. Brockhaus Verlag, Wiesbaden 1950.
- Deutsche Seestrategie in zwei Weltkriegen. Vowinckel-Verlag, Heidelberg 1957.
- Grossadmiral Raeder und der zweite Weltkrieg. Kiel 1960.
- Bilanz des Zweiten Weltkrieges. Erkenntnisse und Verpflichtungen für die Zukunft. gemeinsam mit Heinz Guderian, Lindenbaum Verlag, Beltheim-Schnellbach 2019